# Super Punch-Out!! (jeu vidéo, 1994)
Pour les articles homonymes, voir Super Punch-Out!!.
Super Punch-Out!! (スーパーパンチアウト!!) est un jeu vidéo de boxe sorti sur Super Nintendo en 1994. Il est en quelque sorte la suite des Punch-Out!!, les deux jeux de boxe sortis sur NES et borne d'arcade, qui étaient très connus et très appréciés.

## Synopsis
Le joueur incarne un jeune boxeur frêle qui s'en va gravir les échelons de la hiérarchie de la boxe mondiale. Il va devoir affronter des adversaires aux caractéristiques différentes, gagner des tournois pour devenir champion de la WVBA. Il y a en tout 4 tournois pour 16 affrontements (chaque tournoi comporte 4 matchs), sachant qu'il faut finir les trois premiers circuits sans avoir perdu une seule fois pour débloquer le dernier, et ainsi battre les frères Bruiser .
Le boxeur est assez petit, on ne connaît pas son origine. Il a des gants verts et un short bleu.

## Déroulement
Super Punch-Out!! est un jeu de boxe, mais qui est plus typé arcade que véritable simulation. L'aspect ludique est omniprésent même si le jeu reste technique.
Il y a quatre tournois de difficulté croissante. Pour débloquer le quatrième et dernier tournoi, il faut avoir complété chaque tournoi précédent sans avoir subi de défaite.

## Développement
En 1994, Nintendo décide de sortir une suite aux Punch-Out!! qui étaient sortis sur NES et Arcade dix ans plus tôt. Avec la Super Nintendo, l'évolution graphique est de taille et les animations ont été revues à la hausse. Les bruitages reprennent eux le style même des matchs des vrais championnats (cris de foule, de l'arbitre...).
Équipe de développement
- Producteur Exécutif : Minoru Arakawa
- Producteur : Genyo Takeda
- Directeur : Makoto Wada
- Assistant Directeur : Yasuyuki Oyagi
- Programmeurs : Masato Hatakeyama, Shigeo Kimura, Seiji Okamoto, Koji Mitsunari, Tsutomu, Koganezawa, Akihide Inano, Yoshihiko Masui
- Designers Graphique : Makoto Wada, Hiroaki Takenaka, Yoshiyuki Kato, Yasushi Matsubara, Tomnori Matsunaga, Noriaki Sugimoto
- Musiciens : Takashi Kumegawa, Masaru Sakakibara
- Remerciements : Phil Sandhop, Keiko Tamura, Mike Shapiro, Charles Martinet, Ken Lobb, Henry Sterchi, Kathy Hermmann, Yukari Ihara, Michiko Yokoyama, Naruhisa Kawano

## Personnages
Chaque adversaire est atypique et a ses propres coups, ses propres paroles, et ses propres techniques spéciales. Plus le joueur progresse dans les circuits, plus la difficulté monte et demande de retenir les paternes des personnages afin de s'en sortir. Les informations concernant les adversaires sont simplifiés dans le jeu, et détaillés dans le manuel.
| Boxeur           | Classement | Origine                         | Âge | Poids   | Résultats |
| ---------------- | ---------- | ------------------------------- | --- | ------- | --------- |
| Gabby Jay        | N° 3       | Paris, France                   | 56  | 110 lbs | 1-99      |
| Bear Hugger      | N° 2       | Saskatoon, Saskatchewan, Canada | 32  | 440 lbs | 17-12     |
| Piston Hurricane | N° 1       | La Havane, Cuba                 | 25  | 170 lbs | 21-10     |
| Bald Bull        | Champion   | Istambul, Turquie               | 36  | 290 lbs | 34-19     |

| Boxeur        | Classement | Origine             | Âge | Poids   | Résultats |
| ------------- | ---------- | ------------------- | --- | ------- | --------- |
| Bob Charlie   | N° 3       | Kingston, Jamaïque  | 26  | 140 lbs | 24-13     |
| Dragon Chan   | N° 2       | Hong Kong           | 22  | 130 lbs | 15-7      |
| Masked Muscle | N° 1       | Mexico, Mexique     | 29  | 240 lbs | 19-5      |
| Mr. Sandman   | Champion   | New York, NY, É.-U. | 28  | 230 lbs | 29-3      |

| Boxeur         | Classement | Origine                | Âge | Poids   | Résultats |
| -------------- | ---------- | ---------------------- | --- | ------- | --------- |
| Aran Ryan      | N° 3       | Dublin, Irlande        | 23  | 160 lbs | 18-10     |
| Heike Kagero   | N° 2       | Osaka, Japon           | 19  | 120 lbs | 14-8      |
| Mad Clown      | N° 1       | Milan, Italie          | 27  | 390 lbs | 17-9      |
| Super Machoman | Champion   | Los Angeles, CA, É.-U. | 28  | 230 lbs | 29-3      |

| Boxeur        | Classement | Origine              | Âge | Poids   | Résultats |
| ------------- | ---------- | -------------------- | --- | ------- | --------- |
| Narcis Prince | N° 3       | Londres, Royaume-Uni | 20  | 150 lbs | 12-3      |
| Hoy Quarlow   | N° 2       | Pékin, Chine         | 78  | 100 lbs | 62-13     |
| Rick Bruiser  | N° 1       | ???                  | ??  | 210 lbs | 41-1      |
| Nick Bruiser  | Champion   | ???                  | ??  | 210 lbs | 42-0      |

## Techniques
Chaque ennemi a ses propres faiblesses : certains boxeurs sont plus sensibles au bassin, d'autres à la tête. De plus, le système de cœurs des premiers épisodes a été supprimé. Une jauge de Super Punch apparaît aussi : elle se remplit si le joueur enchaîne les coups sans se faire toucher Une fois cette jauge remplie, le joueur peut déclencher un coup très puissant ou enchaîner son adversaire avec plusieurs coups.

## Accueil et critiques
À sa sortie, Super Punch-Out!! reçut un net succès.